# Balkh (distrikt)
Balkh (persiska: بلخ), eller Wuluswali-ye Balkh (ولسوالی بلخ), är ett distrikt (wuluswali) i Afghanistan. Det ligger i provinsen Balkh, i den norra delen av landet, och beräknades år 2022 ha omkring 141 000 invånare. Distriktets huvudort är staden med samma namn, Balkh.